# Cruel, Crazy, Beautiful World
Cruel, Crazy, Beautiful World è il terzo album del gruppo musicale Savuka guidato da Johnny Clegg, pubblicato dall'etichetta discografica Capitol e distribuito dalla EMI nel 1989.
L'album è disponibile su long playing, musicassetta e compact disc, versione che contiene una canzone aggiuntiva.
Il brano Dela (I Know Why the Dog Howls at the Moon) è stato inserito nella colonna sonora del film George re della giungla...?.

## Tracce
1. One (Hu)'Man One Vote
2. Cruel, Crazy, Beautiful World
3. Jericho
4. Dela (I Know Why the Dog Howls at the Moon)
5. Moliva
6. It's an Illusion
7. Bombs Away
8. Woman Be My Country
9. Rolling Ocean
10. Warsaw 1943 (I Never Betrayed the Revolution)
11. Vezandlebe (solo nella versione su CD)